# Melíni (Larnaca)
Melíni (en grec moderne : Μελίνη) est un village de Chypre, dans le district de Larnaca ; il comptait 59 habitants lors du recensement de 2011.
Le village est situé dans le centre sud-est de l'île de Chypre, dans le massif de Tróodos, à environ 600 mètres d'altitude. Il est distant de 17 kilomètres de la mer Méditerranée, et situé à 37 kilomètres au sud-ouest de la capitale Nicosie, à 41 km à l'ouest du chef-lieu du districtLarnaca et à 20 km au nord-est du port de Limassol. On y accède par des routes sinueuses depuis le sud et l'est.
Les villages proches sont Odoú au nord, Agíi Vavatsiniás et Orá à l'est, Akapnoú au sud-est, Eptagónia au sud, Arakapás au sud-ouest et Sykópetra.
| 1881 | 1891 | 1901 | 1911 | 1921 | 1931 | 1946 | 1960 | 1973 | 1973 | 1982 | 1982 | 2001 | 2011 |
| ---- | ---- | ---- | ---- | ---- | ---- | ---- | ---- | ---- | ---- | ---- | ---- | ---- | ---- |
| 150  | 143  | 162  | 199  | 219  | 219  | 221  | 221  | 158  | 154  | 104  | 90   | 57   | 59   |